# Эскалона, Хуан
Хуан Мануэль де Эскалона (исп. Juan Manuel de Escalona; 1768, Каракас — 23 марта 1833, там же) — военный деятель Венесуэлы, член первого правительства (триумвирата) республики 1811—1812.

## Биография
Родился в Каракасе в 1768 году. Окончил кадетский корпус в 1788 году. 20 апреля 1810 года Верховный совет назначил его военным комендантом Ла-Гуайра. Был депутатом Конгресса Венесуэлы (2 марта 1811 года), вошёл в триумвират органов исполнительной власти, вместе с Кристобалем Мендоса и Бальтазаром Падроном. Они по очереди еженедельно осуществляли полномочия президента республики с 6 марта 1811 года по 21 марта 1812 года, подписали Декларацию независимости Венесуэлы. После истечения срока мандата перешёл на армейскую службу и принимал участие в войнах за независимость Венесуэлы.
Уже в качестве бригадного генерала (1823) был назначен интендантом отдела Венесуэлы. В 1826 году он столкнулся с Хосе Антонио Паэсом, но потом подписал заявление об отделении Венесуэлы от Колумбии.